# Triathlon ai Giochi della XXX Olimpiade
Le gare di triathlon dei Giochi della XXX Olimpiade si sono svolte il 4 e il 7 agosto 2012 ad Hyde Park. Sono state disputate due gare, una femminile e una maschile.

## Formato

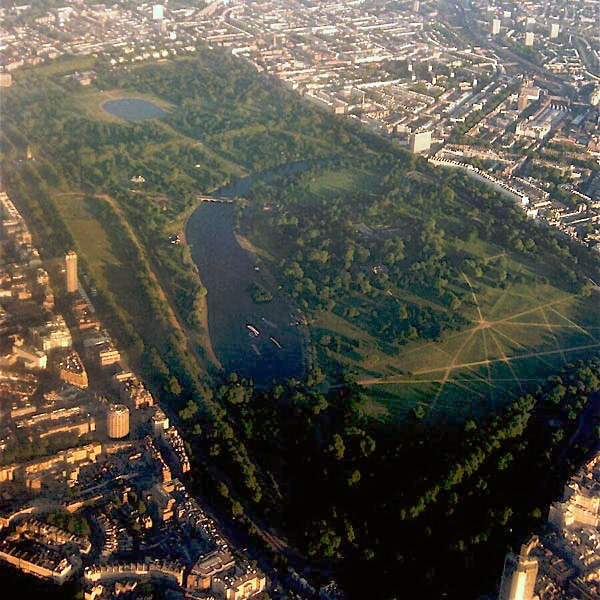
Vista aerea di Hyde Park

La gara olimpica di triathlon si svolge come un'unica prova in linea, senza qualificazioni: gli atleti affrontano prima la prova di nuoto (1,5 km), poi quella di ciclismo (40 km) e infine quella di corsa (10 km).
Sia la gara maschile che quella femminile si svolgono ad Hyde Park, uno degli otto Parchi Reali di Londra. La prova di nuoto si svolge nel Serpentine Lake, mentre quella di ciclismo si svolge attraverso Wellington Arch, Constitution Hill e Birdcage Walk, di fronte a Buckingham Palace, per poi ritornare verso il parco, dove si svolge la prova di corsa, che consiste in quattro giri del Serpentine Lake.

## Qualificazione
55 atleti parteciperanno ad ogni evento. Di questi
- 8 si sono qualificati attraverso gli eventi di qualificazione (5 attraverso qualificazioni continentali e 3 attraverso l'evento mondiale di qualificazione);
- 39 attraverso il ranking;
- 5 sono rappresentanti dei migliori comitati olimpici nazionali continentali non ancora qualificati
- 1 è assegnato al paese ospitante;
- 2 sono assegnati dalla Commissione Tripartita.

Ogni nazione può essere rappresentata dal al più 3 atleti in ogni evento.
Il ranking basato sulle migliori 14 prestazioni nelle gare disputate tra il 1º giugno 2010 e il 31 maggio 2012: questi eventi sono divisi in 4 fasce, e punti sono assegnati ai primi 50 classificati di ogni evento, purché il tempo di arrivo non sia superiore di una percentuale (5% per gli uomini, 8% per le donne) del tempo del vincitore.

## Calendario
| Donne  | Finale |  |  |        | 1 |
| Uomini |        |  |  | Finale | 1 |
| Totale | 1      |  |  | 1      | 2 |

|  | Qualificazioni |  | FINALI |

## Podi

### Donne
| Evento                         | Oro           | Perform. | Argento     | Perform. | Bronzo       | Perform. |
| Triathlon femminile (dettagli) | Nicola Spirig | 1:59'48  | Lisa Nordén | 1:59'48  | Erin Densham | 1:59'50  |

### Uomini
| Evento                        | Oro               | Perform. | Argento      | Perform. | Bronzo            | Perform. |
| Triathlon maschile (dettagli) | Alistair Brownlee | 1:46'25  | Javier Gómez | 1:46'36  | Jonathan Brownlee | 1:46'56  |

## Medagliere
| Posizione | Paese       |   |   |   | Totale |
| --------- | ----------- | - | - | - | ------ |
| 1         | Regno Unito | 1 | 0 | 1 | 2      |
| 2         | Svizzera    | 1 | 0 | 0 | 1      |
| 3         | Svezia      | 0 | 1 | 0 | 1      |
| 3         | Spagna      | 0 | 1 | 0 | 1      |
| 4         | Australia   | 0 | 0 | 1 | 1      |
| Totale    | Totale      | 2 | 2 | 2 | 6      |